# Thomas B. Evans

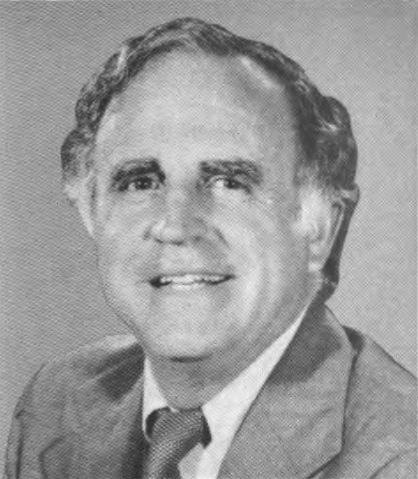
Thomas B. Evans, 1981

Thomas Beverley Evans (* 5. November 1931 in Nashville, Tennessee) ist ein ehemaliger US-amerikanischer Politiker. Zwischen 1977 und 1983 vertrat er den Bundesstaat Delaware im US-Repräsentantenhaus.

## Werdegang
Thomas Evans besuchte zwischen 1936 und 1943 die öffentlichen Schulen in Old Hickory (Tennessee) und in Seaford (Delaware). Danach war er bis 1947 an der Woodberry Forest School in Orange (Virginia). 1955 war er Gerichtsdiener am Obersten Gerichtshof von Delaware. Bis 1956 studierte er an der University of Virginia unter anderem Jura. Im gleichen Jahr wurde er als Rechtsanwalt zugelassen. Von 1956 bis 1960 war er auch Mitglied der Nationalgarde von Delaware. In den Jahren 1957 bis 1968 arbeitete Evans im Versicherungs- und Hypothekengeschäft in Wilmington. Danach war er bis 1970 Minister für Staatsentwicklung (Director of the State Development Department).
Evans wurde Mitglied der Republikanischen Partei. Zwischen 1971 und 1973 gehörte er dem Republican National Committee an; in den Jahren 1972, 1976 und 1980 besuchte er als Delegierter die jeweiligen Republican National Conventions, auf denen Richard Nixon, Gerald Ford und Ronald Reagan als die jeweiligen Präsidentschaftskandidaten nominiert wurden. 1976 wurde Thomas Evans als Kandidat seiner Partei in das US-Repräsentantenhaus in Washington, D.C. gewählt. Dort übernahm er am 3. Januar 1977 den bis dahin von   Pierre du Pont gehaltenen Sitz. Nach zwei Wiederwahlen konnte er sein Mandat im Kongress bis zum 3. Januar 1983 ausüben. In dieser Zeit war er Mitglied im Committee on Banking, Finance and Urban Affairs sowie im Ausschuss, der sich mit der Fischerei und der Handelsmarine befasste. 1982 unterlag er mit 46 % zu 52 % der Wählerstimmen dem Demokraten Tom Carper. Diese Niederlage war auch Folge des sogenannten Golftrip-Skandals, bei dem es um unlautere Beziehungen zu der Lobbyistin Paula Parkinson ging.
Nach seiner Zeit im Kongress wurde Thomas Evans Mitglied der in Washington ansässigen Anwaltskanzlei Manatt, Phelps, Rothenberg & Evans. Seinen Hauptwohnsitz hat er in Wilmington.